# 托坎廷斯州米拉塞马
托坎廷斯州米拉塞马（葡萄牙語：Miracema do Tocantins）是巴西托坎廷斯州的一个市镇。总面积2656.078平方公里，总人口19683人，人口密度7.4人/平方公里。